# 오사카 시립 주택박물관

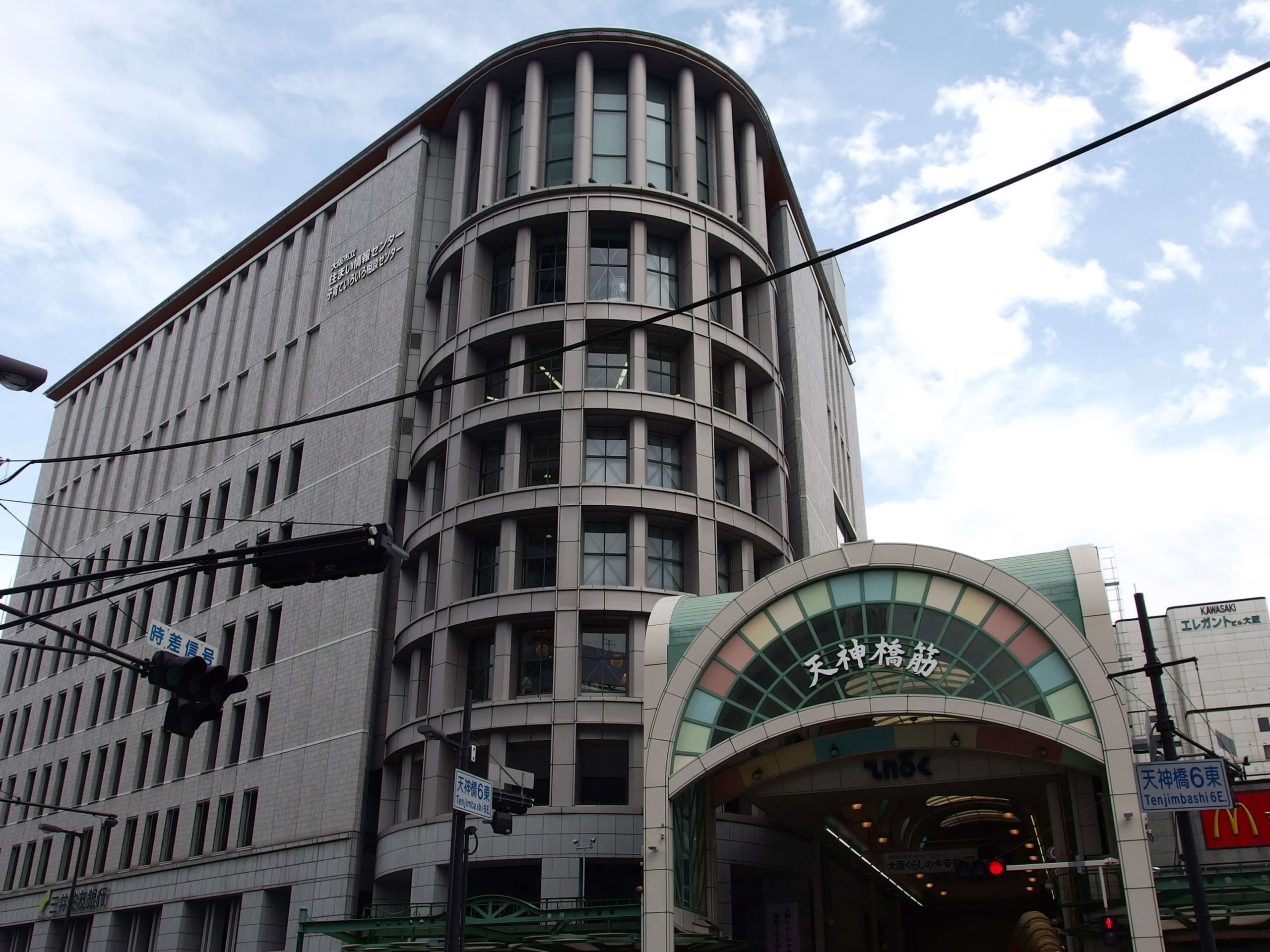

오사카 시립 주택박물관(일본어: 大阪市立住まいのミュージアム, 영어: The Museum of Housing and Living) 또는 오사카 생활의 금석관(일본어: 大阪くらしの今昔館)은 도시 거주에 대한 역사와 문화를 테마로 한 일본에서 최초로 개관한 오사카부 오사카시 기타구에 위치한 박물관이다. 에도 시대 후기부터 전후에 걸쳐 주거에 관한 자료와 모형들이 전시되어 있다. 덴진바시스지 6초메 역에서 가까운 오사카 주거 정보 센터 8~10층에 있다.